# فريدريكو فيليبي تيكسيرا ريبيرو
فريدريكو فيليبي تيكسيرا ريبيرو (بالبرتغالية: Frederico Filipe Teixeira Ribeiro) (5 أبريل 1982 في البرتغال - ) هو لاعب كرة قدم برتغالي في مركز الدفاع. شارك مع منتخب البرتغال تحت 16 سنة لكرة القدم ومنتخب البرتغال تحت 17 سنة لكرة القدم ومنتخب البرتغال تحت 18 سنة لكرة القدم. أما مع النوادي، فقد لعب مع إستريلا دا أمادورا ونادي بوافيشتا ونادي ليتشويس وديسبورتيفو تروفينسي ونادي غوندومار وF.C. Felgueiras ‏ ونادي بينفايل.

## وصلات خارجية
- فريدريكو فيليبي تيكسيرا ريبيرو على موقع قاعدة بيانات كرة القدم.إي يو (الإنجليزية)
- فريدريكو فيليبي تيكسيرا ريبيرو على موقع Soccerway.com (الإنجليزية)